# NGC 982
NGC 982 (другие обозначения — UGC 2066, MCG 7-6-39, ZWG 539.56, IRAS02322+4039, PGC 9838) — спиральная галактика (Sa) в созвездии Андромеда.
Этот объект входит в число перечисленных в оригинальной редакции «Нового общего каталога».
В галактике обнаружена по когерентному микроволновому излучению сверхмассивная чёрная дыра.
Объект обладает активным ядром и относится к радиогалактикам.
Вероятно, что галактика образует гравитационно-связанную пару с NGC 980 . Оно входит в крупное скопление LDC 224.